# ذا نايتمير أوف دراوغا: فوشيجي أون دونجون
ذا نايتمير أوف دراوغا: فوشيجي أون دونجون (بالإنجليزية: The Nightmare of Druaga: Fushigi no Dungeon)‏ هي لعبة فيديو روجلايك تم إنتاجها في سنة 2004. تم تطويرها من قبل شركة أريكا و نامكو لأجهزة بلاي ستيشن 2. تقع أحداث اللعبة في بابل، حيث تتبع قصة جلجامش في رحلته لأجل انقاذ خطيبته كي المحتجزة من قبل المشعوذة الشريرة سكولد في برج دراوغا.